# Abel Fontoura da Costa
Abel Fontoura da Costa ComA • GOA (Alpiarça, Alpiarça, 9 de Dezembro de 1869 – Lisboa, 7 de Dezembro de 1940) foi um militar e político português que se notabilizou no campo da história dos Descobrimentos e da ciência náutica.

## Biografia
Frequentou o Real Colégio Militar. Alistou-se na Marinha em 1887 e atingiu o posto de capitão-de-mar-e-guerra. Em 1901 fez parte da missão de delimitação da fronteira entre Angola e o Congo. Foi responsável pelo ministério da Agricultura de 9 de Janeiro a 18 de Agosto de 1923, e pelo da Marinha em 1923. Exerceu diversos cargos de direcção como o de Comandante Superior das Escolas de Marinha (1923), Director da Escola Naval e da Escola de Educação Física da Armada (1932) e Director da Escola Náutica de 1936 a 1939. Foi, também, Governador de Cabo Verde entre 1915 e 1918.
No seu curriculum académico, leccionou por vários anos atingindo o nível de reitor do Liceu Central de Lisboa (1907-1910).
Foi membro da Academia Portuguesa de Ciências e História em 1935 e da Comissão organizadora do Museu Naval, em 1936; e presidiu à Associação de Futebol de Lisboa em 1910.
A 11 de Março de 1919 foi feito Comendador da Ordem Militar de Avis e a 19 de Outubro de 1920 foi elevado a Grande-Oficial da Ordem Militar de Avis.

## Trabalhos publicados
- Aplicação das tábuas de estrada e logaritmos de subtracção do método de Ste Hilaire (1889)
- Viagens nas regiões antárcticas
- O encontro da expedição de Nordenskiold pelo navio argentino Uruguay (1903)
- Tábuas Náuticas (1907)
- Marinharia dos Descobrimentos (1933)
- La Science Nautique des Portuguais à l’époque des Découvertes (1935)
- Às portas da Índia em 1484 (1936)
- Sobre uma nova versão do descobrimento da Ilha de Santiago de Cabo Verde (1938)
- Cartas das ilhas de Cabo Verde de Valentim Fernandes: 1506-1508 (1939)
- A Carta de Pêro Vaz de Caminha
- Roteiros portugueses inéditos da carreira da Índia do século XVI (1940)

### Publicação de textos náuticos inéditos
- Livros de Marinharia do século XVI
- Roteiro da primeira viagem de Vasco da Gama, de Álvaro Velho
- Compilação das obras completas de Pedro Nunes.